# Moralidad (teatro)

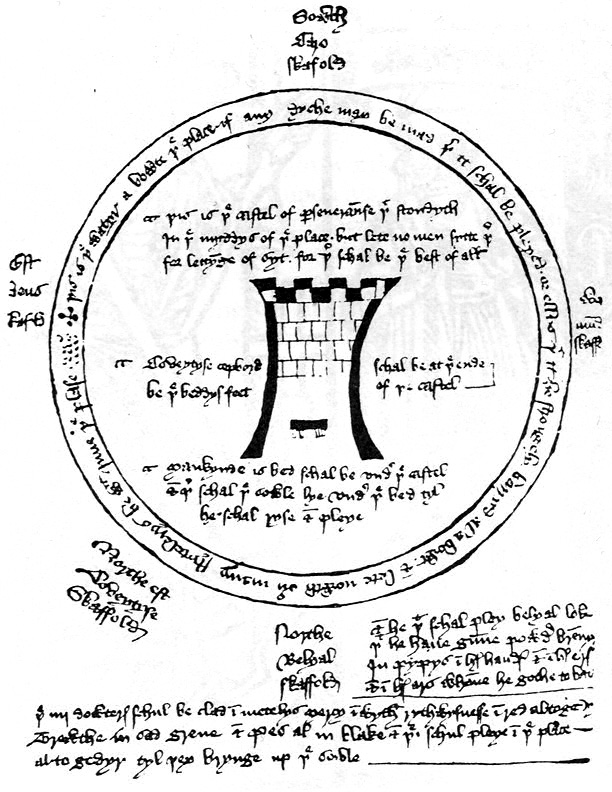
Croquis del manuscrito original del Château de Persévérance que muestra la disposición de las casas

Las moralidades eran un tipo de alegoría teatral típica del final de la Edad Media en la que el protagonista se encuentra con personificaciones de diversos atributos morales que intentan conducirle a una buena vida. Este tipo de obras fueron especialmente populares en los siglos XV y XVI. Nacidas a partir de la evolución de los misterios medievales, las moralidades representaban un giro hacia un teatro más secularizado.

## Características de las moralidades
Los protagonistas de la mayor parte de las moralidades representan o bien a toda la humanidad (como sucede por ejemplo en Everyman) o bien a una clase social (como en Magnificence). Los antagonistas y personajes secundarios tampoco son individuos per se, sino más bien personificaciones de virtudes y vicios abstractos. Las moralidades estaban generalmente escritas en lengua vernácula, para que pudieran ser mejor entendidas por el pueblo, y tenían una duración inferior a los 90 minutos.
Las piezas son de extensión muy variable:
- Moralidades cortas (197 versos para L'Eglise et Le Commun; 262 versos para la Moralité du Cœur et des cinq sens de l’homme, por ejemplo; la media está en los 1000 versos) con cuatro o cinco personajes y sin acción dramática verdadera: algunas de estas moralidades poseen intención satírica muy neta (Marchebeau, por caso)
- Moralidades extensas, de varios millares de versos (incluso hasta los 30.000 de Simon Bourgouin en su L'Homme juste et l'Homme mondain). Ponen en escena decenas de personajes y hacen asistir a toda una historia edificante: en los últimos casos, sus temas y modos de representación se parecen a los de los misterios religiosos de la misma época.

## Evolución
Esta forma dramática apareció a fines del siglo XIV y se desarrolla en el XV, sobre todo, en Francia y en Inglaterra; desaparece entre los años 1550 y 1560.

## Obras principales

### En la Edad Media
- The Pride of Life, la más antigua moralidad conocida, quizá escrita en 1337.
- La Moralité de Bien avisé, Mal avisé, con 59 personajes y alrededor de 8000 octosílabos, representada por vez primera en Rennes en 1439, pero datada a fines del siglo XIV.
- L’Alliance de Foi et de Loyauté, compuesta en Lieja a fines del siglo XIV, donde se alude a las luchas políticas en el obispado de Lieja y se propone la reconciliación.
- The Castel of Perseverance ("El castillo de Perseverancia"), escrito entre 1425 y 1440 en inglés medio. Posee 3649 versos y se centra en el tema de la búsqueda de la salud por el hombre. Posee ocho personajes principales: Mankind, Belial, World, Good Angel, Bad Angel, Seven deadly sins, Death, God the Father y varios figurantes. El protagonista es Humanidad (Mankind). El manuscrito que lo conserva, en la Folger Shakespeare Library de Washington, lleva un libreto de puesta en escena que permite reconstruir la representación.
- Moralité pour le jour Saint Antoine, rerpesentada en el Colegio de Navarra en enero de 1427.
- Moralité du Concile de Bâle, compuesta hacia 1435-1436 por un clérigo. Utiliza el teatro como instrumento de difusión de ideas políticas: la escena transcurre en el concilio, donde Francia se encuentra abatida por la guerra y la corrupción eclesiástica; Paz, Reforma y Herejía entablan un diálogo con el propósito de volver a la paz y el orden gracias al Concilio de Basilea.
- Moralité de l'Homme juste et l'Homme mondain. Es una pieza muy larga, de casi 30000 versos, 84 papeles que hablan y un cierto número de figurantes encargados fundamentalmente de representar a los santos del Paraíso. Fue representada en Tarascon en 1476 ante René d'Anjou. Fue publicada en 1508 en París por Antoine Vérard sin nombre de autor, pero este se encuentra disimulado en un acróstico formado por las iniciales de los segundos hemistiquios de los versos de una «Oraison à Notre Dame» al final del volumen: se lee el nombre de Simon Bourgoin, quien tenía el título de valet de chambre del rey Luis XII. Bourgoin no fue sino el compilador y revisor de una obra más antigua, así que no se le puede llamar autor en el pleno sentido del término. Representa el tema del viaje espiritual.
- La Moralité a cinq personnages fue compuesta hacia 1484-1485, en 1692 versos. Dos pastores, el Grande y el Pequeño, evocan con nostalgia la época venturosa en que el mundo vivía en paz y virtuosamente. Justicia llega y les explica las razones de los cambios presentes y les achaca la responsabilidad de los males que padecen, etc.
- Nature, compuesta hacia 1490 por el clérigo inglés Henry Medwall, fallecido en 1502. Expresa el viaje del hombre hacia la salvación y comienza por un monólogo de Naturaleza en que describe y elogia el orden del universo; encuentra al Hombre acompañado de su ama de cría, Inocencia, y entablan un viaje en que deben obedecer a Razón y dominar a Sensualidad.
- Everyman es una moralidad en inglés medio compuesta hacia 1495. Parece tener por modelo una obra en neerlandés, Elckerlijc, con su mismo argumento y tema, escrita hacia la misma fecha por Peter van Diest. La inglesa posee 15 personajes: Everyman, God, Death, Fellowship, Kindred, Cousin, Material Goods, Good Deeds, Knowledge, Confession, Discretion, Strength, Everyman's Five Wits, Beauty y Angel.
- La Moralité de l’aveugle et du boiteux fue compuesta por André de la Vigne en 1496 para la fiesta patronal de Seurre por encargo de Philippe de Hochberg, pariente del duque Felipe II de Saboya y señor de Seurre. Está concebida como un epílogo del Mystère de saint Martin que él escribió para la misma fiesta: pone en escena a dos enfermos deseosos de curación milagrosa por medio de las reliquias de San Martín.
- La Condamnation de Banquet de Nicole de la Chesnaye, es de fines del siglo XV.
- La Moralité de l’Homme pécheur fue representada en Tours en 1494. Posee 22000 versos y 62 papeles.
- La Moralité du Cœur et des cinq sens de l’homme, en 262 versos, se ha conservado al final de un manuscrito donde se copiaron las obras de Jean Gerson, y se le suele atribuir.
- Marchebeau (¿siglo XV?) es una moralidad que tiene elementos de farsa

### En elsigloXVI
- L’Estrif du pourveu et de l'ellectif de l'ordinaire et du nommé, conocida también como Moralité du Nouveau monde, fue publicada en París en 1508 por Guillaume Eustache. Posee 14 personajes y tema político en torno a la Pragmática Sanción, y fue compuesta en Toulouse.
- Guillaume Thibault, La Dame à l’agneau et la Dame à l’aspic, representada al final del banquete que concluyó la ceremonia de Puy de la Concepción de la Virgen, también llamada Puy de Palinods, en Ruan, 1520.
- Jean Gachi o Gacy, nacido en Cluses, franciscano, publicó en 1524 en Ginebra, por Wigand Köln, un Trialogue nouveau contenant l’expression des erreurs de Martin Luther, una de las muy raras piezas conocidas compuestas por un católico contra las doctrinas de la Reforma protestante. No se tiene noticia cierta de que haya sido representada.
- La farce des Theologastres posee seis personajes y fue compuesta seguramente entre 1526 y 1528, y publicada hacia 1531. Pone en escena a Louis de Berquin. Fe lamenta sucumbir al "mal sorbónico". El remedio se encuentra "donde Razón domina", esto es, en Alemania. Como se ve, es una defensa de la fe protestante.
- Matthieu Malingre, La Maladie de Chrétienté. Es una pieza impresa en Neuchâtel por Pierre de Vingle en 1533, y fue interpretada allí mismo, donde Malingre se había establecido y donde ejercía, a lo que se cree, funciones de pastor; pero parece haber tenido incluso en otras ciudades un éxito duradero.
- Matthieu Malingre, La Vérité cachée, impresa en Neuchâtel por Pierre de Vingle entre 1533 y 1534.